# Park Narodowy Cumbres de Monterrey
Park Narodowy Cumbres de Monterrey (hiszp. Parque nacional Cumbres de Monterrey) – park narodowy w północno-wschodnim Meksyku, w stanach Nuevo León i Coahuila. Został utworzony 24 listopada 1939 roku (od 17 listopada 2000 roku w zmienionych granicach) i zajmuje obszar 1773,96 km². Od 2006 roku jest rezerwatem biosfery UNESCO pod nazwą „Cumbres de Monterrey”. W 2018 roku został zakwalifikowany przez BirdLife International jako ostoja ptaków IBA.

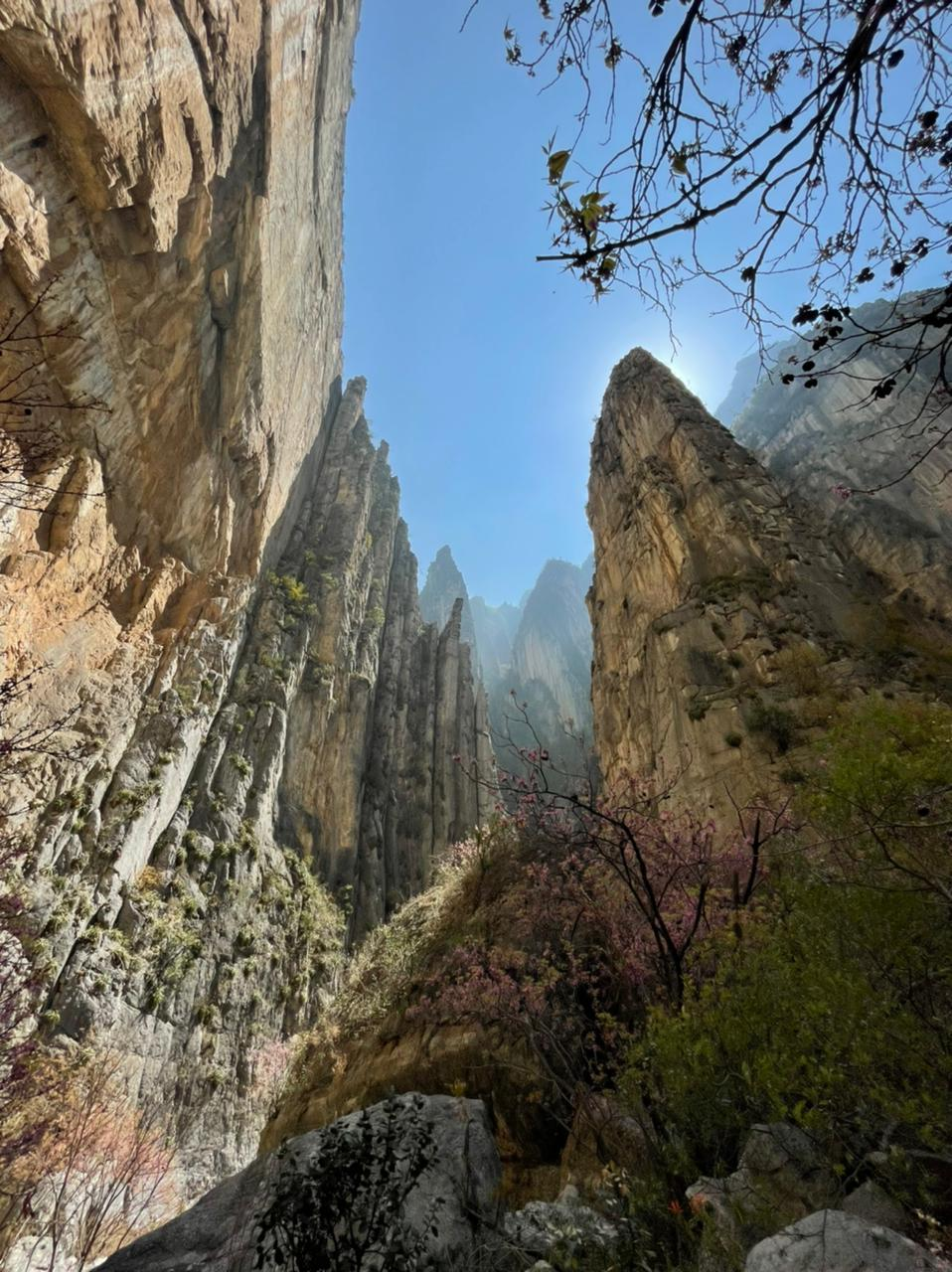
Kanion Huasteca

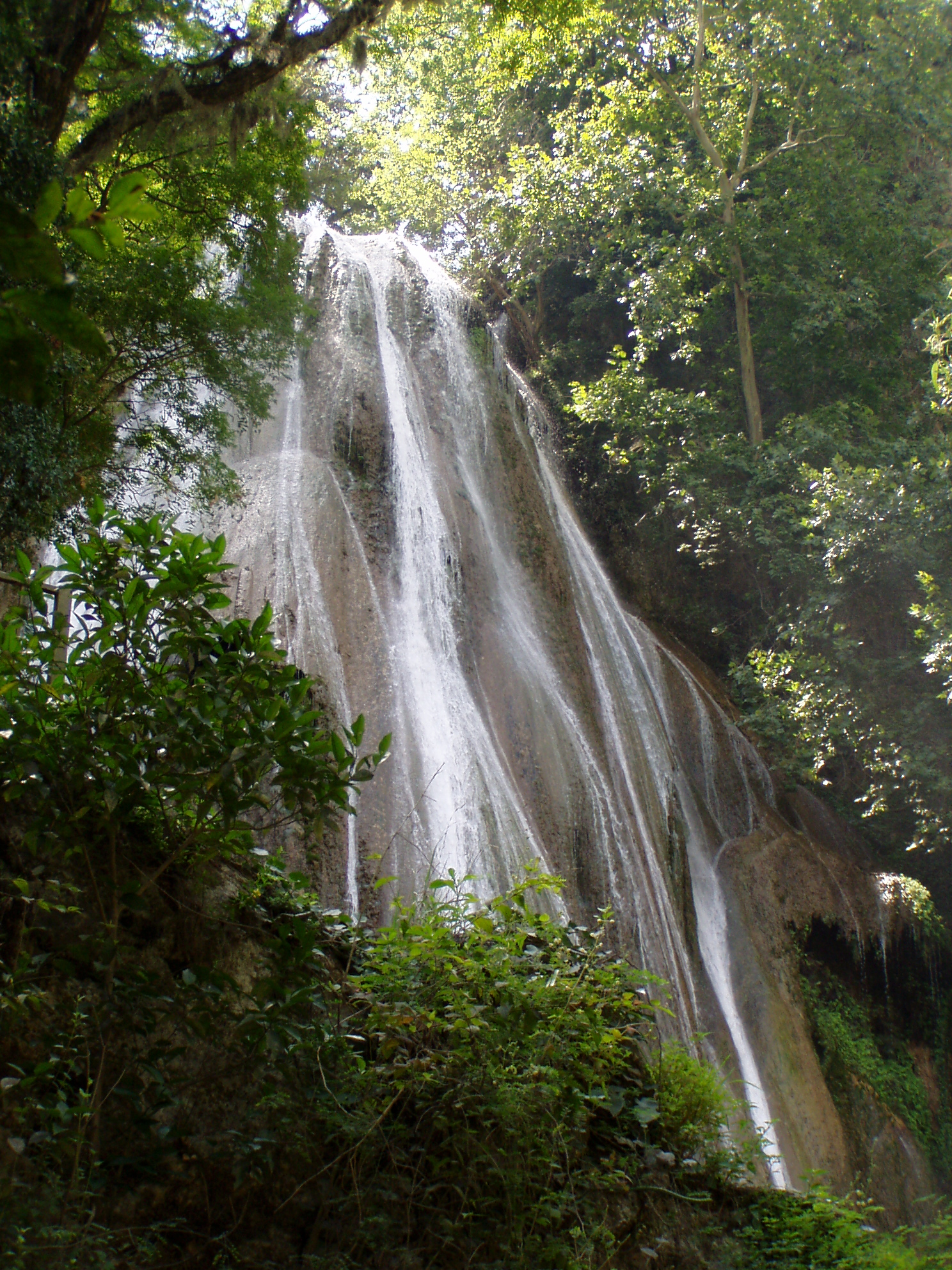
Wodospad Cola de Caballo

## Opis
Park obejmuje fragment łańcucha górskiego Sierra Madre Wschodnia na południe od miasta Monterrey. Znajduje się w dorzeczu rzeki Río Bravo (Rio Grande) na wysokościach od 480 do 3460 m n.p.m.  Występują tu głębokie kaniony, wodospady i jaskinie. Do najwyższych szczytów należą Cerro La Mota, Cerro del Tarillal, Sierra Rancho Nuevo, Sierra San Juan Bautista, Sierra Urbano i Cerro El Magueyal. Główne atrakcje turystyczne to szczyt Cerro de la Silla (z panoramą miasta Monterrey), kanion Huasteca, jaskinia Grutas de García i wodospad Cola de Caballo. W parku występuje ponad 1360 gatunków flory i fauny. 

## Szata roślinna
Park pokrywa chaparral oraz lasy, głównie dębowe, sosnowe i sosnowo-dębowe. Występują tu też lasy galeriowe. 
Chaparral tworzą takie gatunki jak m.in.: Acacia amentacea, Havardia pallens, Lithocardium boissieri, Erythrostemon mexicanus, Bernardia myricifolia, Karwinskia humboldtiana, Neopringlea integrifolia, agawa królowej Wiktorii, Agave bracteosa, agawa amerykańska, Dasylirion texanum, Hechtia texensis, opuncja drobnokolczasta, Cnidoscolus multilobus, Larrea tridentata i Flourensia cernua.
W lasach rosną m.in.: Quercus pringlei, Quercus laceyi, Quercus sartorii, Quercus tuberculata, Quercus laurina, Quercus canbyi, dąb muehlenberga, dąb meksykański, Juniperus monosperma, Pinus cembroides, Pinus hartwegii, Pinus teocote, Pinus pseudostrobus, Arbutus xalapensis, butelua groniasta, Comarostaphylis polifolia, Abies vejarii i Juglans major.
W lasach galeriowych występują głównie cypryśnik meksykański, platan zachodni, Salix nigra, topola osikowa, Baccharis salicifolia, winobluszcz pięciolistkowy, adiantum właściwe i  lobelia szkarłatna.

## Fauna
W parku zarejestrowano 77 gatunków ssaków, 320 gatunków ptaków, 87 gatunków gadów, 27 gatunków ryb i 19 gatunków płazów.
Ssaki żyjące w parku to zagrożony wyginięciem (EN) smukłonosek duży, narażona na wyginięcie (VU) ryjówka ściółkowa, a także m.in.: sorek karłowaty, wieprzoryjek meksykański, smukłonosek mały, kojot preriowy, lis płowy, ryś rudy, skunksowiec białogrzbiety, skunks ogoniasty, łasica długoogonowa, borsucznik amerykański, myszak kaktusowy, urocjon wirginijski, mulak białoogonowy, ocelot wielki, jaguarundi amerykański, ocelot nadrzewny, puma płowa i niedźwiedź czarny.
Ptaki tu występujące to zagrożone wyginięciem (EN) lasówka żółtolica, spizela szarolica, meksykana kasztanowoczelna i meksykana czerwonoczelna, a także m.in.: drozdek aztecki, mnicha, krogulec czarnołbisty, krogulec zmienny, myszołów czarny, myszołów preriowy, czarnostrząb leśny, sokół wędrowny, syczoń krzykliwy, indyk, klarnetnik brązowoskrzydły, klarnetnik północny, lasówka duża, kaktusówka i kostogryz szkarłatny.
Gady i płazy żyjące w parku to zagrożone wyginięciem (EN) Rhadinaea montana i Gerrhonotus parvus, a także m.in.: Leptophis mexicanus, Phrynosoma orbiculare, Tantilla rubra, grzechotnik górski, Masticophis flagellum, Anaxyrus debilis, norówka wielkorówninna, Lithobates berlandieri, Chiropterotriton priscus, Crotalus totonacus i Sceloporus torquatus.